# Hassan (förnamn)
Hassan är ett manligt förnamn.

## Personer med förnamnet
- Hasan ibn Ali (624–670), en islamsk kalif
- Hasan Aliu (1814–1891), en albansk imam
- Hasan al-Askari (840-talet–870-talet), den elfte shiaimamen enligt imamiterna
- Hassan Bah (1944–), guineansk-svensk musiker
- Hassan al-Banna, (1906-1949), egyptisk politiker
- al-Hasan al-Basri, 642-728, islamisk ledare
- Hassan Brijany (1961–), en svensk skådespelare
- Hasan Cetinkaya (1977–), en svensk före detta fotbollsspelare
- Hassan Fathy (1900–1989), egyptisk arkitekt
- Hassan Manzoor (1952–), en pakistansk landhockeyspelare
- Hassan-i Sabbah (1050-1124), grundare av den shiitiska lönnmördarsekt som blivit kända under namnet assassinerna
- Hassan Sardar (1957–), en pakistansk landhockeyspelare
- Hasan Salama (1913–1948), en palestinsk militär och politiker
- Hasan Salihamidžić (1977–), en bosnisk före detta fotbollsspelare
- Hasan Şaş (1976–), en turkisk fotbollsspelare
- Hasan as-Senussi (1928–1992), kronprins av Libyen 1956–69
- Hasan Prishtina (1873–1933), under en kort tid premiärminister i Albanien
- Hassan Yazdani (1994–), en iransk brottare